# Buddhistische Musik

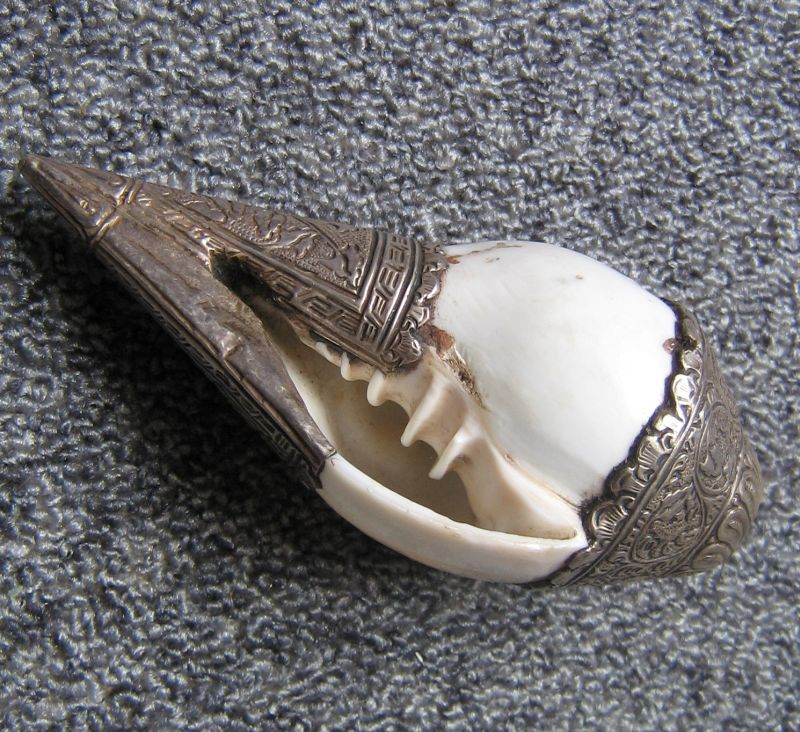
Der Ton des Schneckenhorns steht für die Lehre Buddhas

Buddhistische Musik ist religiöse Musik, die bei buddhistischen Ritualen aufgeführt wird und buddhistische Inhalte zum Ausdruck bringt. Buddhistische Musik ist ein Sammelbegriff für verschiedene Musikstile, die von den regionalen buddhistischen Lehrtraditionen und der Musik der jeweiligen Länder geprägt sind. Hierzu gehören hymnische Gesänge (Chanting) von buddhistischen Mönchen und Laien (etwa Pilgern) bis hin zu modernen devotionalen Liedern, die von professionellen Musikgruppen dargeboten werden.
Die Haltung des historischen Buddha Siddhartha Gautama zu Musik wird widersprüchlich überliefert. Nach einigen Legenden lehnte Buddha, der im 6.–5. Jahrhundert v. Chr. lebte, Musik grundsätzlich ab, nach anderen stellte er für die musikalische Rezitation von heiligen Texten gewisse Regeln auf. Von wesentlicher Bedeutung für letztere Überlieferung ist die Erzählung vom Brahmanen und Lautenspieler Srona Kotikarna, der Buddha in einer Nacht den Dharma vortrug und sich dabei mit einer rhythmischen Folge von Tönen begleitete.

## Entstehung

### Zeit des historischen Buddha
Der Buddhismus selbst entstand im 5. Jahrhundert v. Chr. im Nordosten Indiens nahe der heutigen Grenze zu Nepal. Während Gesänge bei der damals vorherrschenden Religion, dem Brahmanismus, einen großen Stellenwert einnahmen, soll der historische Buddha, Siddhartha Gautama, die Musikausübung als eine von zehn Fesseln verworfen haben. Nach den Ausführungen des Vinaya – jener Richtlinien, die auf Weisungen Gautama Buddhas zurückgehen und heute noch in den Ländern des Südlichen Buddhismus (Theravada) bestimmend sind – dürfen die Mönche keinen Tanz-, Musik- oder Gesangsaufführungen beiwohnen. Buddhistische Rezitationen müssen besonnen sein und innerhalb eines begrenzten Tonumfanges bleiben. Große Intervallsprünge werden als weltlich und leidenschaftlich abgelehnt. Die Stimmgebung muss im Bereich der klaren Rezitation liegen und darf nicht in üppigen Melodien schwelgen. Der musikalische Wettbewerb wird als Quelle der Befriedigung von Selbstsucht und Eitelkeit angesehen.
Es gibt aber auch andere Sichtweisen. Nach einer indischen Legende soll der mysteriöse Hansha, eine der indischen Mythologie entspringende geflügelte Gottheit, von Indra und Brahma auf die Erde gesandt worden sein. Dort näherte er sich dem Buddha und bewirkte mit Gesang und Lautenspiel, dass dieser sich aus seiner anhaltenden Versenkung löste, um die buddhistische Lehre zu verkünden. Die Musik ist demnach ein wichtiges Mittel zur Verbreitung der Lehre des Buddha.
Nach einer anderen Legende war Buddha in einem früheren Leben Guttila, der Vina am Hof von Benares spielte. Nach einer Herausforderung eines jüngeren Vinaspielers namens Musila findet ein Wettbewerb am Hofe des Königs statt, den Guttila gewinnt. Diese Sage wurde in der buddhistischen Kunst sehr beliebt und trug zu einer positiven Musikauffassung im Buddhismus bei.

### Zeit nach dem historischen Buddha
Der im 2./1. Jahrhundert v. Chr. gebaute Stupa von Sanchi bezeugt, dass nicht lange nach dem Ableben des Erwachten religiöse Musik wieder von Bedeutung war. Die in Reliefen geformten Darstellungen zeigen Musikanten, die mit Gesang, Flöten, Trommeln und Schneckenhörnern die drei Juwelen loben. Diese baldige Rückbesinnung erscheint durchaus verständlich, zieht man in Betracht, wie schwierig doch der Weg zur Erleuchtung (Arahatschaft) für diejenigen ist, die sich nicht dem Mönchsleben – der Bhikkhu und Bhikkhuni Sangha – anschließen konnten. Die Möglichkeit einer Verstrickung in die Welt erschien den musischen unter den indischen Laienbuddhisten scheinbar weniger bedrohlich als das Vertrocknen ihrer Religiosität. Musik wurde damit zum Hilfsmittel für Verehrung und Andacht, zur Integration von Herz und Geist, von Sinneswahrnehmungen und Meditation.
Innerhalb der Entfaltung der neuen Mahayanatraditionen änderte sich Einstellung und Wertschätzung nun auch für die Mönchs-Sangha – die in der Hauslosigkeit Lebenden. Seit Nagarjuna und dem Beginn des Reinen Land Buddhismus wurde Musik zu etwas, was nicht nur zu Ehren des Buddha erklingen kann, sondern selbst dem Buddha als Stimme dient, um den Dharma zu lehren und damit Großmut in die Herzen der Menschen zu pflanzen. Die Musikausübung wurde zum geschickten Mittel (Upaya). Damit war die weitere Entwicklungsmöglichkeit hin zu einem Weg des Gesangs vorgegeben.
Auch der Widerspruch zu den Mönchsregeln in der Vinaya wurde aufgehoben. In chinesischen Schriften finden sich die Berichte des Pilgers Yì Jìng (635–713) über die indischen Klöster von Dhamralipti und Nalanda, wo von musikalischen Rezitationen und gesungenen Hymnen erzählt wird. Diese Praxis wurde von Asvaghosa in Übereinstimmung mit der Vinaya der Mulasarvastivadin eingeführt – jenen Regeln, die bis heute noch einem Großteil der im Mahayana Ordinierten als Grundlage ihrer Disziplin dienen.

## Südasien
Die Newar in Nepal pflegen die Tradition von Sanskrit-Texten in ihren Ritualen. Die Ritualmusik der buddhistischen Newar ist der chacha-Gesang (auch caca), der auf den mittelalterlichen nordindischen Ritualgesang carya zurückgeht. Die in Südasien weit verbreitete devotionale Gesangsgattung bhajan hat eine lange hinduistische Tradition, kommt aber auch bei Buddhisten vor. Ein buddhistischer Musikstil der Newar heißt gunla bhajan, sein Gegenstück bei den hinduistischen Newar ist der dapha. Bei bestimmten Prozessionen verwenden buddhistische Newar das Büffelhorn neku.

## China
In China gab es die ersten Kontakte mit dem Buddhismus zur Zeitenwende. Im Laufe der Zeit bildete sich auf der chinesischen Halbinsel in der Provinz Shantung auf dem Yu Shan, dem „Fischberg“, das Zentrum buddhistischer Ritualgesänge. Dieser sagenumwobene Berg wurde der Geburtsort für eine bis in unsere Zeit reichende und heute noch praktizierte spirituelle, künstlerische Disziplin – heute Shōmyō genannt.
Während der Tang-Dynastie setzte sich der Buddhismus in China weitgehend durch. Grund war, dass sich die Mitglieder der Kaiserfamilie entschieden hatten, zum Buddhismus überzutreten. Der Buddhismus war in Mode gekommen. Infolgedessen veränderte sich auch die Musik in China, da der Buddhismus neue Stile aus Zentralasien und den dahinter liegenden Gebieten ins Land brachte. In den Zentren der Seidenstraße, vor allem in Kuschan und Khatan, wurde musiziert. Das Volk empfand Gefallen an religiöser Musik, sogar bei Staatsanlässen wurden Trommeln, Hörner und goldene Zimbeln eingesetzt. China war für seine Musik, den Gesang und Tanz bekannt und die Höfe des Landes unterhielten Ensembles, die bei buddhistischen Festen spielten. Die Ensembles veränderten sich nach der Einführung des Buddhismus in ihrer Zusammensetzung, indem anstelle von Stein- und Bronzeinstrumenten immer mehr Saiteninstrumente eingesetzt wurden. Ein typisches Ensemble bestand um 630 n. Chr. aus einer Reihe von Saiteninstrumenten, Holzblasinstrumenten und kleinen Schlaginstrumenten. Neue Saiteninstrumente (Harfen- und Lautentypen) wurden importiert. In der Zeit der Sui- und Tang-Dynastie entstanden Ensembles mit Harfen-, Lauten-, Flöten- und Trommelspielern. Vor allem die Harfe wurde mit dem Buddhismus am meisten in Verbindung gebracht (vgl. die Herkunft der Harfe tschang).
Der chinesische Mönch Hsüan-Tsang, der in den Jahren 629–645 nach Indien reiste, berichtete in seinem Reisetagebuch von einem zentralasiatischen Brauch: Einmal im Jahr versammelte sich der Weisenrat vor einer Quelle. Während dieser, von den Astrologen exakt festgelegten, Zeitspanne lauschte man mit großer Aufmerksamkeit den Geräuschen der Wassertropfen. Die Melodie, die sie dabei hörten, wurde darauf für ein Jahr zur Melodie der Region.
Aus dem Jahr 730 stammt die Beschreibung einer Zeremonie mit dem Titel Sange – dem Streuen von Lotusblüten. Der dazugehörige Hymnus ist nach wie vor eines der meistgesungenen Stücke aus dem heutigen japanischen Shōmyō-Repertoire. Der Text wurde aus dem Prajnaparamita-Sutra entnommen und die erste Erwähnung dieses Ritus in China findet sich um 497.
Aufgrund der immer größer werdenden Macht der buddhistischen Klöster in China begann in der späten Tang-Zeit um 845 eine Zeit der Verfolgung buddhistischer Mönche und Zerstörung buddhistischer Klöster. Mit dem Rückgang des Buddhismus verschwand auch die Harfe als Ensemble-Instrument. Die Gesangstradition wurde im 6. und 7. Jahrhundert nach Korea und Japan überliefert, in ihren Ursprungsländern Indien und China ging sie hingegen verloren.

## Japan

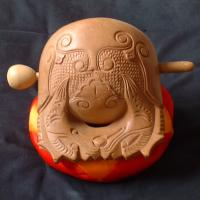
Japanisches Mokugyo

In chinesischen Quellen aus dem 3. Jahrhundert n. Chr. finden sich Hinweise darauf, dass japanische Gesandte nur sporadisch an den chinesischen Tang-Hof kamen, jedoch rege Kontakte mit Korea pflegten. Im Zuge dieser Kontakte wurden koreanische Musiker, die ihrerseits bereits von der chinesischen Musik beeinflusst waren, nach Japan geschickt, um auf Zeremonien ihre Kunst darzubieten und japanische Schüler zu unterrichten. Gegen Ende des 7. Jahrhunderts nahm der Kaiserhof ständige diplomatische Kontakte mit dem chinesischen Hof der Tang-Dynastie auf. Damit drangen auch Musik und Tanz des chinesischen Tang-Hofes im Laufe von höchstens 200 Jahren nach Japan vor und fanden bei der Aristokratie ein breites Echo. Diese in China als Bankettmusik bekannte Stilrichtung, der Yayue, etablierte sich schließlich in leicht adaptierter Form als japanische Hofmusik und wurde dort Gagaku genannt. Diese Musik hatte in Japan jedoch nur teilweise kultische Aufgaben.
Auch die Gesänge in der Tradition des Fischberges – die Fannbai-Gesänge – gelangten von China nach Japan und wurden dort zuerst Bombai genannt. Erst später bekamen sie den Namen Shōmyō. Man bemühte sich, die importierten Gesänge möglichst ohne Reformen traditionsgetreu fortzusetzen. Schon im Jahr 752, zur Augenöffnungszeremonie des großen Buddha vom Tōdai-ji in Nara, an der über tausend Mönche und Priester beteiligt gewesen sein sollen, wurde Shomyo zusammen mit Musik und Tänzen aufgeführt. Von den drei großen Shomyotraditionen Nara-, Shingon und Tendai war es vor allem die Tendaitradition, von der die anderen jüngeren Schulen ihren Gesangsstil übernahmen.
Im frühen 8. Jahrhundert kam die Flöte shakuhachi, die von der chinesischen xiao abstammt, nach Japan. Dort wurde sie zunächst in Gagaku-Ensembles verwendet, wo sie aber wegen ihrer relativ geringen Lautstärke schnell in den Hintergrund rückte und schließlich bis um 1100 aus den Ensembles verschwunden war. Ab dem Ende des 16. Jahrhunderts bis zum 19. Jahrhundert wurde das Shakuhachi zum Instrument der Fuke-shū und wurde nicht mehr als Musikinstrument gesehen, sondern bildete vielmehr den Mittelpunkt von Meditationsübungen. 1871 wurde die Fuke-shū verboten, und damit auch das Spielen des Shakuhachi zu religiösen Zwecken. Da aber die Lehrer des Instruments nicht auf ihren Lebensunterhalt verzichten wollten und konnten, begann so seine Säkularisierung.
Die japanischen Zen-Traditionen beschränken sich mehr oder weniger auf die syllabische Rezitation in ihren Zeremonien und in den Reines-Land-Schulen steht das Nembutsu im Zentrum der Praxis. Im Tendai, auf Grund seiner umfangreichen Lehrdarlegung, sowie im Shingon, wurde jedoch im Laufe ihrer über tausendjährigen Geschichte der Weg des Gesangs besonders kultiviert. Bei der religiösen Praxis spielen je nach Tradition verschiedene Instrumente wie Trommeln, Glocken, Mokugyo und Schneckenhorn eine wesentliche Rolle.

## Tibet

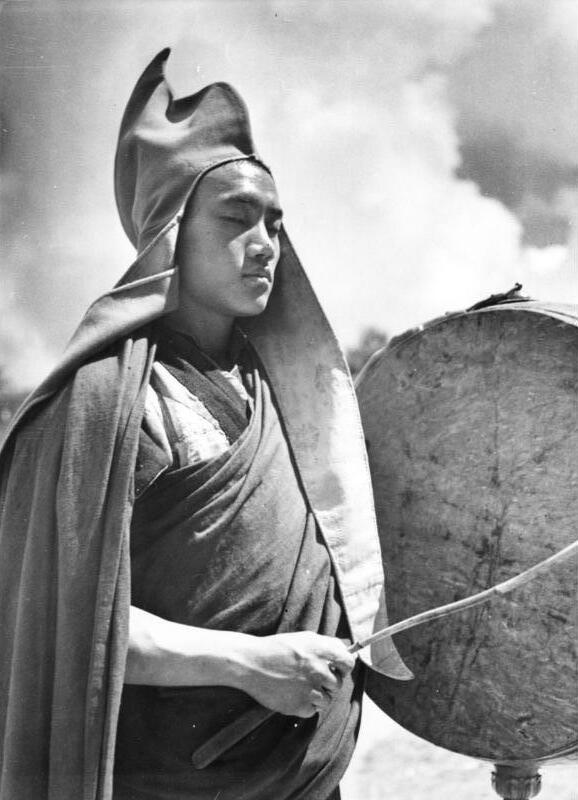
Mönch mit Rahmentrommel (Sikkim, 1938)

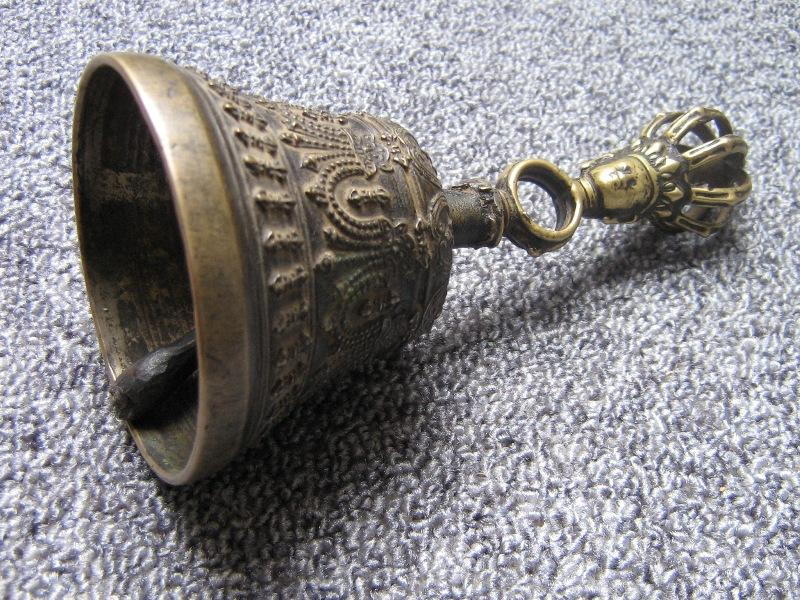
Stielhandglocke dril-bu

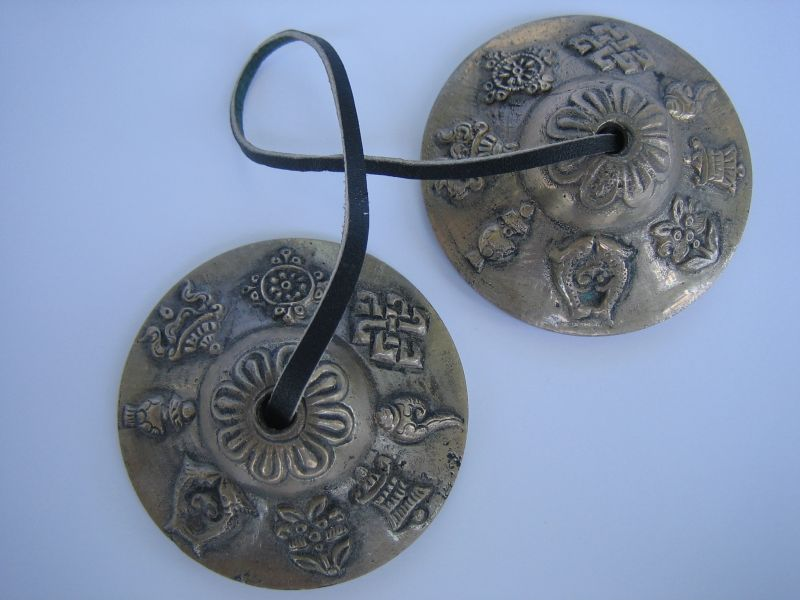
Handzimbel tingsha

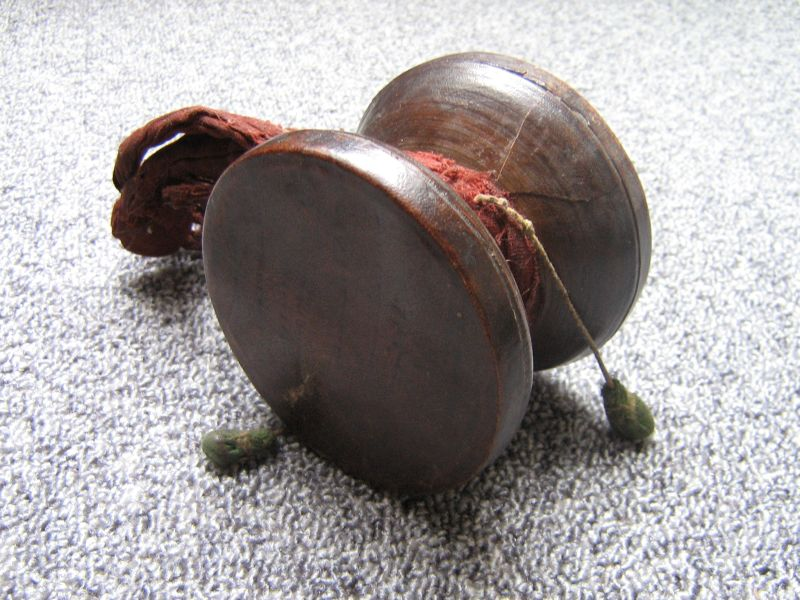
Sanduhrförmige Klappertrommel damaru

Bei den meisten tibetischen Zeremonien werden sowohl innerhalb des klösterlichen Lebens, als auch bei öffentlichen Veranstaltungen Gesang und Instrumente eingesetzt.
Sakraler Gesang in der tibetischen Musik, zumeist auf Tibetisch oder Sanskrit gesungen, ist ein fester Bestandteil der Religionsausübung. Diese Gesänge sind komplex, oft Rezitationen heiliger Texte und werden anlässlich bestimmter Festlichkeiten vorgetragen. Der ohne metrisches Taktmaß gesungene Yang-Yig-Gesang wird von Doppelfelltrommeln und tiefen, unterstützenden Silben begleitet. Die rituellen Gesänge der tibetischen Lamas zeichnen sich musikalisch vor allem durch den Untertongesang aus, eine Gesangstechnik, bei der durch besonderen Einsatz des Kehlkopfes Töne hervorgebracht werden, die unterhalb des Singtons liegen.
Die Instrumente des tibetischen Buddhismus sind ausschließlich Blas- und Schlaginstrumente. Saiteninstrumente finden nur in der weltlichen Musik Verwendung. Die Musikinstrumente werden meistens nicht zur Begleitung der menschlichen Stimme eingesetzt, sondern nur in den Pausen zwischen Rezitationen und Gesängen. Einige Musikinstrumente werden als Signalinstrument eingesetzt und rufen zum Beispiel zum Gebet.
Das wichtigste Instrument innerhalb der Zeremonien ist die Stielhandglocke dril-bu. Häufig werden auch Becken eingesetzt – unterschieden werden die Rölmo, die waagerecht gehalten und senkrecht zusammengeschlagen werden, und die etwas heller klingenden Zimbeln sil sngan (Silnyen). Verschiedene Formen von Zimbeln (Tingsha) werden bei Opferritualen eingesetzt oder zeigen Anfang und Ende der Liturgie an. Die Trommel nga (rnga) ist zweifellig bespannt und kann über zwei Meter im Durchmesser haben.
Blasinstrumente wie das Schneckenhorn, die bis zu 4,5 Meter lange Trompete dungchen oder das Doppelrohrblattinstrument gyaling werden meist paarweise gespielt, damit der Ton des Instruments nicht beim Atemholen eines Spielers unterbrochen wird. Markant sind auch die Knochentrompeten rkang dung (auch kang ling), die aus menschlichen Knochen geformt werden. Sie erinnern an die Vergänglichkeit des menschlichen Lebens. So werden in Tibet Trompeten aus menschlichen Oberschenkelknochen zum Austreiben von bösen Geistern verwendet. Die tibetische Klappertrommel damaru wird aus zwei menschlichen Hirnschalen hergestellt. Sie soll Dämonen austreiben und Dakinis (Himmelswandlerinnen) herbeirufen.
Ein vollständiges Orchester besteht meist aus zwei Trompeten, zwei Schneckenhörnern, zwei Arten von Oboen, zwei verschiedenen Becken, drei Trommeln und einer Glocke. Die genaue Zusammensetzung kann je nach Klostertradition abweichen. Außerhalb des Klosters werden manche der Musikinstrumente auch zu gesellschaftlichen Anlässen wie Hochzeiten, Geburten und bei rituellen Maskentänzen eingesetzt. Kompositionen im westlichen Sinn gibt es nicht. Die Musikstücke werden allenfalls geringfügig abgewandelt.